# Steven Johnson (författare)
Steven Berlin Johnson, född 6 juni 1968 i Washington, D.C., är en amerikansk populärvetenskaplig författare och programledare.
Johnson var värd och medskapare till en TV-serie om innovationens historia med titeln How We Got to Now (på svenska kallad Så byggde vi världen) som visades på PBS och BBC hösten 2014 samt på SVT. Samt den amerikanska dokumentärerien  Därför lever vi längre - Steven Johnson och historikern David Olusoga SVT 2021.